# Heinz Warny
Heinz Warny (* 5. März 1945 in Langenberg/Thüringen; † 23. Juli 2020 in St. Vith) war ein belgischer Journalist und langjähriger Chefredakteur der Eupener Zeitung Grenz-Echo.

## Leben und Wirken
Heinz Warny wurde im Thüringischen Langenberg geboren, wohin seine in St. Vith ansässigen Eltern zu Beginn der Ardennenoffensive im Zweiten Weltkrieg geflohen waren. Nach dem Krieg kehrte die Familie wieder in ihre Heimatstadt zurück, wo Heinz Warny die Schule besuchte und eine Ausbildung absolvierte.
Mit erst 20 Jahren trat er 1965 als Journalist in die Dienste der Eupener Tageszeitung Grenz-Echo, für die er das politische Geschehen von St. Vith über Eupen und Brüssel bis nach Berlin und New York beobachtete und kommentierte. Im Jahr 1985 wurde Warny als Nachfolger von Heinrich Toussaint zum Chefredakteur der Zeitung befördert und blieb dies bis zu seinem Renteneintritt im Jahr 2005.
Bereits zu Beginn seiner Tätigkeit als Chefredakteur wurden Verlagsdirektion und  Redaktionsleitung getrennt und Warny konnte sich ausschließlich auf die redaktionelle Arbeit konzentrieren. Er verstand es in der Folgezeit, die Ausrichtung der Zeitung, die zuvor im Verruf gestanden hatte, der Christlich Sozialen Partei sehr nahezustehen, relativ geräuschlos zu mehr Pluralismus zu  führen, auch wenn diese Öffnung einigen anderen Parteien nicht weit genug ging. Seine eigene Berichterstattung konzentrierte sich schwerpunktmäßig auf die Inlandpolitik und er ließ es sich nicht nehmen, diese fast täglich zu kommentieren.
Auch nach seinem Ausscheiden als Chefredakteur blieb Warny dem Grenz-Echo Verlag lebenslang verbunden. Er schrieb mehrere Bücher, die ebenfalls in diesem Verlag veröffentlicht wurden, und betreute weiterhin das „GE-Wochenend-Magazin“ und die Seite „Auto-Motor“, die ihm besonders am Herzen lag. Für seine Verdienste wurde Warny im Jahr 2012 mit dem „Kurt Grünebaum-Preis“ ausgezeichnet, womit journalistische Arbeit honoriert wird, die sich für die Bindung zwischen dem belgischen Inland und der Deutschsprachigen Gemeinschaft Belgiens nachhaltig einsetzt.

## Schriften (Auswahl)
- Zwei Jahrhunderte deutschsprachige Zeitung in Ostbelgien, Grenz-Echo Verlag, Eupen 2007, ISBN 978-3-86712-016-6
- kg.Brüssel – zum Lebenswerk des Journalisten Kurt Grünebaum. Grenz-Echo Verlag, Eupen 2011, ISBN 978-3-86712-050-0
- Belgiens wiedergefundene Brüder : Eupen-Malmedy 1920 – 1940 im Brüsseler Parlament ; Streifzug durch die parlamentarischen Debatten über die „Cantons Rédimés“, Grenz-Echo Verlag, Eupen 2012, ISBN 978-3-86712-070-8
- Henri Michel – Streiter im Grenz-Echo für Eupen-Malmedy, Grenz-Echo Verlag, Eupen 2015, ISBN 978-3-86712-101-9
- Lebensbilder aus Ostbelgien, Band 1, Grenz-Echo-Verlag, Eupen 2017, ISBN 978-3-86712-131-6.
- Lebensbilder aus Ostbelgien, Band 2, Grenz-Echo-Verlag, Eupen 2019, ISBN 978-3-86712-146-0, S. 201–203.